# ビオトープ

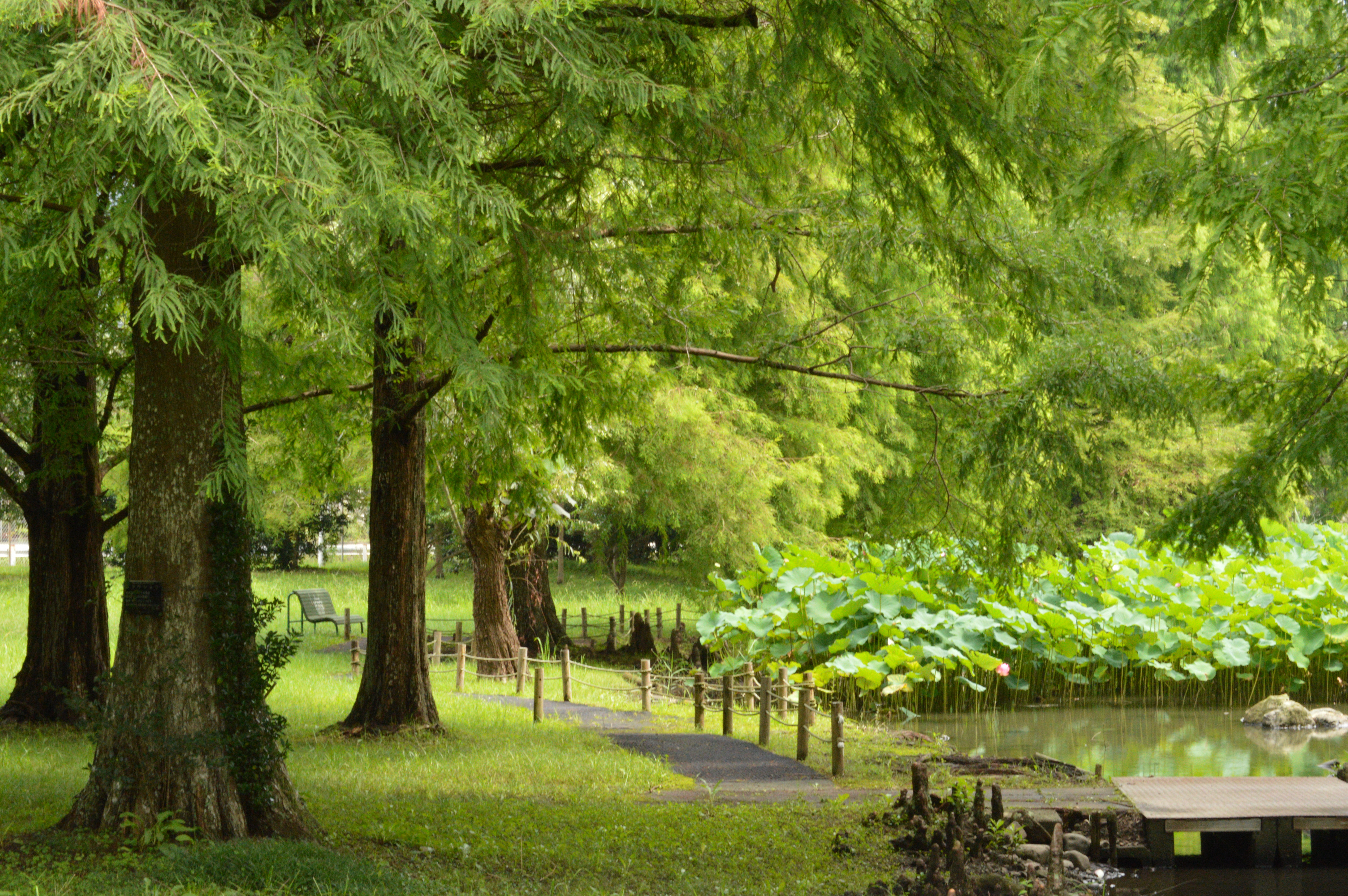
サッポロビール静岡工場のビオトープ園（2020年7月21日、静岡県焼津市）

ビオトープ（独: Biotop）は、生物群集の生息空間を示す言葉である。日本語に訳す場合は生物空間（せいぶつくうかん）、生物生息空間（せいぶつせいそくくうかん）とされる。
生物の生息場所を意味するドイツ生まれの概念である。語源はギリシア語からの造語（bio（命） + topos（場所）。転じて、生物が住みやすいように自然環境を改変、または開発で損なわれた状態を回復・再生させることを指すこともある。

## ビオトープの概念

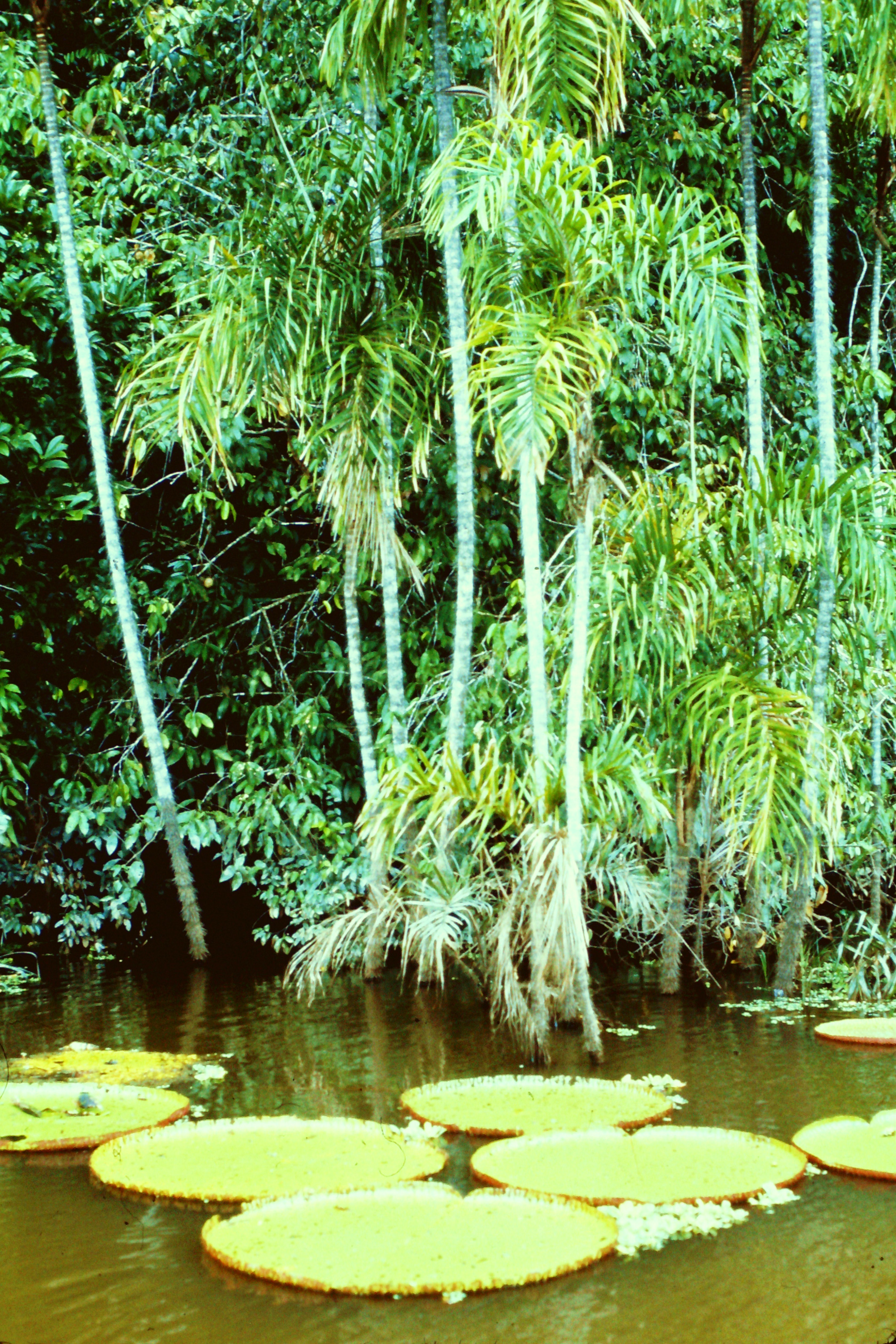
アマゾン熱帯雨林のビオトープ

ビオトープは生物学の用語であるが、ドイツ連邦自然保護局ではビオトープを「有機的に結びついた生物群。すなわち生物社会（一定の組み合わせの種によって構成される生物群集）の生息空間」と位置づけている。別の表現をするならば「周辺地域から明確に区分できる性質を持った生息環境の地理的最小単位」であり、生態系とはこの点で区別される。つまり、ビオトープ（環境）とその中で生息する生物群集（中身）によって、生態系は構成されていると言うこともできる。
沼田真著『生態学方法論』改稿版によると、この用語は、1908年に動物学者のフリードリヒ・ダールが論文『生物共同体の研究の基礎と概念』で、科学での学術用語に導入したのを発祥としている。こうして生態学の分野で、ある生物群集の生活空間、という意味で用いられていったビオトープというギリシャ語βίος BIOS「人生」とτοποsトポス「位置」という合成語がコミュニティの特定の生息地である生物群集地に立脚した、最小単位である生物圏を表しており、自然保護と景観保全生息地の分野で実用的な視点で生息地タイプが関連付けられているとしている。植物地理学者シュミットヒューゼン著で宮脇昭が翻訳した『植生地理学』によると、生活地または生地（Biotop）という用語はある定まった現存生物共同体の生育地を指していると定義している。つまりビオトープは地形、気候、水など一定の環境条件下にあって一つの生態系をなす生物共同体の生活空間とみなすことも可能である。
生物学における用法では、例えばヘイケボタルが生息する典型的な環境をヘイケボタルのビオトープと呼ぶ。そこには、気象条件、地勢や水系の特性、他の生物の生息状況などが含まれる。ただし、この言葉は特に生態系との違いが明確ではなく、どちらでも使える場合もあり、現在では生態学の用語として使われる場面は多くない。
一方、土木工学では都市化や産業活動によって生物がすみにくくなった場所において、周辺地域から区画して動植物の生息環境を人為的に再構成した環境という意味でも用いられている。人為的に多様な生物的環境を創造する試みのことを、エコアップなどと称する場合もある。また、土木工学では河川、道路、公園、緑地などを整備する際の、生態系における生物多様性の維持という観点でもビオトープの概念が用いられている。
ビオトープづくりは生物環境の保全という観点から行政主体の事業から市民参加の活動まで広く含む概念として用いられるようになり、生物環境に配慮した様々な事業を広くビオトープと称することもある。
さらに、小さな水辺や水槽などに水草や抽水植物、小魚（メダカ等）を飼育する環境を「ビオトープ」と呼ぶ語法も出てきている。こうした水生生物が「ビオトープ用」として販売されることも多いが、その国・地域には本来いない外来種などが野外に持ち込まれたり飼育下から流出したりして、在来種への圧迫や遺伝子汚染につながる弊害も指摘されている（後述）。

## 各地での展開と歴史

### 欧州
1970年代のドイツでは平野部の池沼や湿地など、現にある身近な自然環境における生物の保全の重要性が認識されるようになった。
またヨーロッパでは、人工的に形作られた河川などの形態をより自然に近い形に戻し、それによって多様な自然の生物を復活させるとともに、本来の自然が持っていた浄化・修復能力を利用する、といった観点から、近自然河川工法という言葉が使われるようになった。つまり、これまでは機械的に形作られてきた河川護岸を、生物の生息場所であると意識し、それを積極的に利用する方法が始められたのである。

### 日本

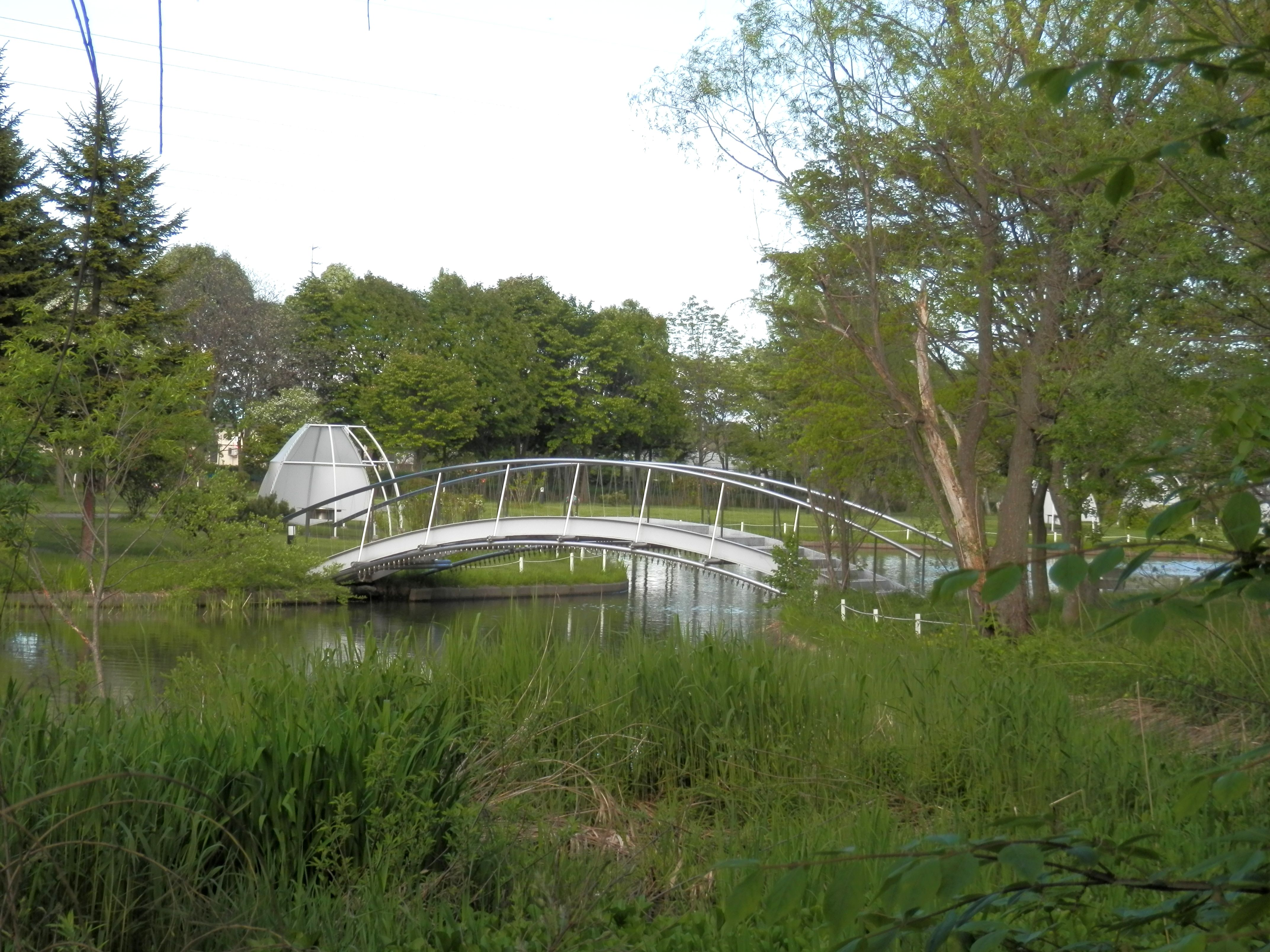
サッポロビール北海道工場のビオトープ園（2013年6月4日、北海道恵庭市）

日本でビオトープが注目されるようになったのには、都市の整備の際に既存の自然環境が失われる開発方法に対する反省がある。
特に都市化の過程で最も破壊が進んだのが水辺環境であり、河岸は護岸工事で固められ、川の水は水質汚濁が進んだ。水田は圃場整備事業によって広いが単純で生態系に乏しいものとなり、水路からは切り離され、水路は単なる側溝となり、さらに農薬散布がこれに追い打ちをかけ、昔は身近に見られた多くの生き物が姿を消した。また、里山では雑木林が減少して生物の減少が問題となった。
日本では1990年代から環境共生の理念のもとで、環境改善の意味合いでビオトープの名を冠した事業が行われるようになってきた。ある生物を保護するとしてもその生物単体の採取を規制するだけでは駄目で、その餌となる生物や繁殖地、さらに餌となる生物が食する植物など関連する自然生態系全体を維持する必要が次第に認識されてきたのである。ただしドイツで生まれた概念であるビオトープを誰がいつ日本にもたらしたのかはよくわかっていない。
また、日本でビオトープの概念が導入された当初は、身近な自然環境の保全という観点が希薄で、多くは自然環境復元事業だけの意味でビオトープが用いられていた。
平成元年度（1989年度）からの旧建設省（現在の国土交通省）の多自然型川づくりの推進や河川法の改正で、河川を自然環境媒体の視点からみる考え方が普及した。

#### ビオトープ管理士
日本生態系協会では、ビオトープ管理士という資格認定を行っている。現在この資格は、環境省の入札参加資格審査申請における有資格者に指定されている他、国土交通省などの各地の行政機関での入札要件になるなど重要な資格となりつつある。ビオトープ管理士には1級と2級があり、またそれぞれに「計画管理士」と「施工管理士」の2種が存在する。1級は実務経験などが必要であるが2級に受験資格は特にない。毎年、6月から8月にかけて「ビオトープ管理士セミナー」が開催され、特にビオトープ管理士試験を受ける予定のない者でもビオトープについて深く学べる場となっている。

#### ビオトープアドバイザー
ビオトープ事業の推進にあたっては、自然生態系に関する広範な知識と実践的経験に加えて従来の環境保全・再生に関する計画及び設計・施工の知識、技術が必要である。
NPO法人日本ビオトープ協会では、基礎講座として広範な知識の履修に加え、実践講座ではグループワークで図面を作成する実技や現地視察会など3日間の研修カリキュラムの「ビオトープアドバイザー認定試験研修会」を全国で開催している。これらの研修を受け試験に合格、知識・技術を持った者を「ビオトープアドバイザー」として認定している。認定資格は「ビオトープアドバイザー」と「主席ビオトープアドバイザー」の2つがあり、更に広く自然環境保全・再生に関連した実務経験を積んだビオトープアドバイザーの指導者として「主席ビオトープアドバイザー」を位置づけ、双方全国で活躍している。

### 一覧
詳しくはビオトープの一覧を参照のこと。

## 主体別のビオトープ

### 学校
学校では環境教育の観点から学校ビオトープが整備される例もある。
子供たちに対しては、そこに住む生き物も含めて魅力が大きくまた、それを手に取り、どろんこになる体験教育としての効果も期待されていて、水田を想定した浅い池を田んぼビオトープなどと称する。しかし、田んぼにメダカとホテイアオイを入れただけのものであったりと、「ビオトープ」と称するには無理のあるものもいくつか見受けられる。
また、学校教育の文脈では、児童・生徒への環境教育の一環で取り入られてきた人為的に再生された自然生態系の観察モデルのことを指す。小中学校の構内に教師と生徒たちによって作られたり、また市民のための公園の一角に作られたりもしている。
自然の水草や水生植物とプランクトン、小さな魚に昆虫の幼虫、昆虫などが、一つながりの生態系、また食物連鎖を維持していること、そこから自然環境の成り立ちとそのシステムを学ばせるため、全国各地に増えつつある。特に2001年から導入された総合的な学習の時間の取り組みとしても注目され、拡大に拍車をかけた。またこうした学習が、川にホタルを呼び戻す運動になったり、川に空き缶をポイ捨てしない呼びかけになったり、と環境との取り組み方を考えるきっかけにもなっている。

### 企業
企業では敷地内にビオトープを設置してメダカやドジョウなどの域外生息地となっている例がある。

### 家庭
本来の意味に近い形では地域の動物が来訪して食物や水を補給するなどに資する事が出来て一体として地域の生態系を保護し促進する目的を持った庭やベランダ園芸等を指す。
園芸店などには、ビオトープセットと称して単なる水草栽培を意味する場合もあり、必ずしも物質循環や生態系の安定性を意図しないものも見られる。
容器としては睡蓮鉢のような陶器類やプランター等のプラスチック製容器、発泡スチロール製品なども用いられている。底には土を入れるが、目的に応じて容器の一部で水面上まで土を盛り上げるケースも見られる。植物は生育を促進するため鉢から出して植える場合と植え替えや他の植物との共存の容易さから鉢のまま容器の底に沈める場合とがある。湿地植物・抽水植物・浮葉植物・浮水植物等それぞれに適した植え付けがなされる。魚としてはメダカが代表的で他に環境に応じてフナ、ドジョウ等も用いられている。さらに老廃物やコケの掃除の目的からヤマトヌマエビ・ミナミヌマエビといったエビ類をはじめタニシやオタマジャクシ等が導入される。
熱帯魚等の飼育と異なり、厳密な温度・日光管理や餌やりなどの手間がいらず、外気と太陽光にあてて水を切らさなければかなり維持可能である事が利点である。ただし、生物間の捕食関係や過度の気温変化、鳥等天敵の侵入によって失敗する事もあるので事前によく調べておく必要がある。また、別節にもあるがビオトープ内の生物が外部環境に流出するとかえって生態系を破壊する危険もあるので注意が必要である。

## 生物の保護とビオトープおよびその問題点
生態系の保護は昨今の時代の流れであるといっても過言ではない。その活動は政府レベルから市民運動のレベルまで様々である。先述の通りビオトープはこれらの活動と平行する形で普及してきた概念であり、密接な関係にある。
しかし、ビオトープの概念の難しさなどと相まって本来のビオトープ概念には該当しない、あるいは矛盾する活動も見られる。ホタルやトンボ、ツバメ、メダカ、アユなど象徴種を守ろう、という「ビオトープ保護活動」というものがある。象徴種はその名の通り「一般の人にとっての自然を代表する生物種」であり、それらを保護する意義は少なくない。しかし、ビオトープの考え方では「その種のみ」を保護する事は不可能であり、その種が生息する環境・生息空間全てを保護する必要があるとする。前述のツバメの例を言えば、「ツバメは保護したい。しかし蛾などの虫は駆除したい」という事例を考える。しかし、ツバメのビオトープにはその餌となる蛾が必要であり、蛾のビオトープのためには蛾が生きるための環境が必要になってくる。よって、このような事例は現実には不可能であるというのが、ビオトープの考え方である。
さらに、例えば生態系としては完結したビオトープを目指していても、外来種を導入する場合は注意が必要である。すなわちビオトープで育てている外国産の魚類や植物を外部に流出させれば当然生態系のバランスは崩れる。また国産の動植物であっても、何らかの理由でビオトープが維持できなくなった場合に周囲の自然環境に戻すような事は望ましくない。例えば国産の野生種メダカであっても、その遺伝子系統は地域によって多様であり異なる地域のメダカを放流すれば当然地域固有の遺伝子は汚染され悪影響を及ぼす危険がある（遺伝子汚染）。これは公共施設の大規模なビオトープに限らず、個人所有の睡蓮鉢や水槽といった小さなビオトープから流出させた場合でも同様である。何故なら、流出量は微量でも環境条件が整っていれば増殖し被害が拡大する可能性があるからである。